# Arco reflejo

En un arco reflejo, un potencial de acción puede eludir el cerebro para su procesamiento y utiliza vías neuronales específicas para un procesamiento más rápido. Cuando se encuentra un estímulo (A), la señal de ese estímulo viajará por la neurona sensorial (B, en verde) hasta la columna vertebral (C). Allí pasará probablemente por una interneurona corta (D, en morado) antes de continuar por una neurona motora (E, en azul) hasta el origen de la señal. A continuación, se desencadena una contracción muscular (F, en rojo) que mueve el hueso (G).

El arco reflejo es la vía nerviosa que recorre el arco vertebral y que controla el acto reflejo. En algunos vertebrados, la mayoría de las neuronas sensitivas no pasan directamente al cerebro, sino que existe sinapsis en la médula espinal. Esta característica permite que los actos reflejos ocurran relativamente rápido al activar motoneuronas sin que estas retrasen la señal al pasar por el cerebro, aunque este reciba información sensitiva mientras el acto reflejo ocurre. 
Si solo intervienen en este proceso dos neuronas, la sensitiva y la motora, el arco reflejo será simple. Si, en cambio,  hay otras neuronas en este proceso, el arco reflejo será compuesto. Las neuronas que queden en el medio se denominan intercalares o interneuronas.
El arco reflejo es el trayecto que realizan uno o más impulsos nerviosos del cuerpo. Es una respuesta a un estímulo como los golpes o el dolor. Es una unidad funcional que se produce como respuesta a estímulos específicos recogidos por neuronas sensoriales. Siempre significa una respuesta involuntaria, y por lo tanto automática, no controlada por la conciencia.

## Componentes del arco reflejo
Una inmensa variedad de procesos nerviosos se articulan mediante arcos reflejos, estos constituyen la unidad básica de la actividad nerviosa integrada, debido a que en él se pueden encontrar todos los elementos básicos de la función del sistema nervioso. Cada uno de estos circuitos o rutas de transmisión de impulsos nerviosos consta de los siguientes componentes:
- Receptor sensitivo. Estructuras especializadas en la transformación de los estímulos en impulsos nerviosos que pueden ser integrados en el sistema nervioso central (SNC). Estos pueden ser de varios tipos como: mecanorreceptores, quimiorreceptores, termorreceptores y fotorreceptores.
- Neurona sensitiva o aferente. Capta la información y lleva el mensaje a la médula.
- Interneurona.  Se encuentra en los centros integradores y conecta a las neuronas sensitiva y motora.
- Neurona motora o eferente. Lleva el impulso nervioso de la médula hasta el efector.
- Efector. Órgano encargado de efectuar una respuesta (músculo esquelético, liso, cardiaco o una glándula).

No confundir el arco reflejo con el acto reflejo. El arco reflejo es el conjunto de estructuras y el acto reflejo es la acción que realizan esas estructuras.
Para comprender las características morfofuncionales de este importante sistema es necesario conocer las particularidades del arco reflejo autónomo y sus diferencias con el somático. En los componentes aferentes e intercalando ambos arcos son muy similares, sin embargo el componente eferente es el que presenta las mayores diferencias con respecto al arco reflejo somático, que está constituido por dos neuronas:
- La primera está situada en los núcleos intermedio-laterales de las astas laterales de la sustancia gris de la médula espinal o en núcleos autónomos a nivel del tronco encefálico relacionados con nervios craneales pero siempre dentro del sistema nervioso central;
- La segunda neurona está situada periféricamente en ganglios autónomos de uno u otro tipo, paravertebrales, prevertebrales, preorgánicos e intraorgánicos, de esta forma entre  el centro nervioso autónomo y el órgano efector existe un ganglio, quedando la vía eferente constituida por dos tipos de fibras, una situada antes del ganglio (la preganglionar) y otra a partir del ganglio (la postganglionar).

Por medio de los arcos reflejos el organismo articula un gran número de procesos nerviosos muy variados. Es importante resaltar que el acto reflejo es la unidad fundamental de la denominada actividad nerviosa integrada, tanto que algunos estudiosos lo consideran el circuito desde el cual surgieron las demás estructuras nerviosas del cuerpo.
En cada uno de dichos circuitos o caminos, que se encargan de transmitir impulsos nerviosos y constituyen el arco reflejo, es posible advertir un cierto número de componentes, algunos de los cuales se mencionan en párrafos anteriores:
- Receptor sensitivo: son estructuras que se especializan en transformar los estímulos en impulsos nerviosos capaces de integrarse en el sistema nervioso central (SNC). Los receptores sensitivos pueden ser de diferentes tipos, como ser quimiorreceptores, mecanorreceptores, fotorreceptores y termorreceptores;
- Neurona aferente o sensitiva: su función es captar los datos y transportar el mensaje hacia la médula espinal;
- Neurona eferente o motora: tiene la tarea de llevar el impulso nervioso desde la médula espinal hasta el efector (definido más adelante);
- Interneurona: se halla en los centros integradores y se encarga de conectar las dos neuronas recién descritas, la aferente y la eferente;
- Efector: es el órgano que se ocupa de generar una respuesta, y puede ser un músculo cardiaco, liso o esquelético, o bien una glándula.

Sobra decir que el sistema nervioso central tiene una importancia vital para el desarrollo de nuestras funciones. En él coexisten el arco reflejo autónomo y el somático, y aunque se parecen en ciertos aspectos, sus características morfológicas y funcionales tienen diferencias que resulta indispensable conocer.
Los componentes que presentan un mayor número de similitudes entre ambos arcos son los aferentes. El estudio de los eferentes, por otro lado, nos demuestra que en el arco reflejo somático existen dos neuronas en lugar de una: la primera se encuentra en las astas laterales de la materia gris medular, o bien en el tronco encefálico y vinculada a nervios craneales; la segunda podemos encontrarla en ganglios autónomos de diferentes tipos, como ser prevertebrales, paravertebrales, intraorgánicos o preorgánicos. En pocas palabras, hay un ganglio entre el órgano efector y el centro nervioso autónomo.

## Exploración de los reflejos
Entre los reflejos que se exploran con más frecuencia está el rotuliano, un reflejo similar en codos y tobillos y el reflejo de Babinski. El reflejo de Babinski se realiza estimulando la parte lateral de la planta del pie con un objeto redondeado. Normalmente los dedos del pie se curvan hacia abajo, excepto en bebés menores de seis meses. En cambio, si los dedos se extienden y abren formando un abanico, puede ser síntoma de una anomalía en el cerebro o en los nervios motores que van del cerebro a la médula espinal. No todos tienen los mismos reflejos ya que algunas personas responden rápidamente mientras que otros se demoran más. Influye mucho la fuerza del golpe recibido por esa persona.